# September
 Der er for få eller ingen kildehenvisninger i denne artikel, hvilket er et problem. Du kan hjælpe ved at angive troværdige kilder til de påstande, som fremføres i artiklen.

 For alternative betydninger, se September (flertydig). (Se også artikler, som begynder med September)
September er årets niende måned. Det ældre danske navn for måneden var fiskemåned. 
Måneden har navn efter det latinske ord septem (der betyder "syv"), da september var den syvende måned i den romerske kalender. Ligesom juli var opkaldt efter Julius Cæsar og august efter kejser Augustus, opkaldte kejser Caligula i år 37 september måned efter sin far Germanicus, en yngre bror af kejser Tiberius. Denne opkaldelse har i modsætning til de to andre ikke overlevet til vor tid. 

## September i Danmark

### Normaltal for september i Danmark
- Middeltemperatur: 13,6 °C
- Nedbør: 74 mm
- Soltimer: 143

### Vejrrekorder for september måned
- 1877 – Den koldeste september med en middeltemperatur på 10,0 °C
- 1886 - Den laveste lufttemperatur målt i september: -5,6 °C i Aalborg.
- 1906 - Den højeste lufttemperatur målt i september: 32,3 °C i Randers.
- 1933 – Den tørreste med kun 18 mm nedbør.
- 1994 – Den vådeste med hele 162 mm nedbør.
- 1998 – Den solfattigste med kun 74 soltimer.
- 2002 – Den solrigeste med hele 201 soltimer.
- 2023 – Den varmeste september med en middeltemperatur på 16,3 °C. Max- og minimumtemperaturen var hhv. 28,5 og 1,8 °C.[kilde mangler]
- 2016 – Denne september tangerede solrekorden fra 2002 med 201 soltimer.

## Ekstern henvisning
- Dmi: Månedens vejr Arkiveret 30. juni 2007 hos  Wayback Machine